# Karl Johannes Heyer
Karl Johannes Heyer (* 5. Dezember 1904 in Troisdorf; † 27. März 1995 in Köln) war ein deutscher römisch-katholischer Priester und Autor.
Nach seinem Abitur am Staatlichen Gymnasium in Siegburg studierte er Theologie und Kunstgeschichte an den Universitäten Bonn und Breslau. 1929 wurde er mit einer Arbeit über Das barocke Chorgestühl in Schlesien zum Dr. phil. promoviert. Am 29. Juli 1932 erhielt er in Köln von Erzbischof Karl Joseph Kardinal Schulte die Priesterweihe. Von 1932 bis 1949 hatte er verschiedene Kaplanstellen in Essen, Köln und Berlin inne, bevor er 1949 seinen Pfarrdienst an St. Albertus Magnus in Essen-Bergerhausen-Billebrinkhöhe aufnahm. Auf seine Initiative hin wurde die Kirche in „Pax Christi“ umbenannt und eine Gedenkstätte für alle Gewaltopfer der Welt eingerichtet. 1963 gründete Heyer die „Pax-Christi-Gemeinschaft“. 1975 ging er in den Ruhestand, den er in Köln-Rodenkirchen verbrachte. Am 27. März 1995 verstarb er im Altenheim St. Vinzenz-Stift. Er ist im Familiengrab in Wehr begraben.
Der Nachlass Heyers befindet sich im Historischen Archiv des Erzbistums Köln. Der Kelch, welcher ihm zum Abschied 1941 durch die Jugend der Gemeinde St. Mariä Geburt in Essen-Holsterhausen geschenkt wurde, kehrte nach seinem Tod dorthin zurück und gehört inzwischen zum Inventar der Kirche St. Antonius in Essen-Frohnhausen.
Die Bedeutung Heyers liegt zum einen in der Einrichtung der Gedenkstätte für alle Opfer jeglicher Gewalt in der Essener Pax-Christi Kirche, zum anderen in seiner Tätigkeit als Autor. Er verfasste sowohl Gebete, Meditationen als auch Gedichte. Ein stets wiederkehrendes Motiv ist der Tod.

## Werke
- Advent-Advent 1933, in: Wort und Werk. Katholischer Jungmännerverein Herz Jesu Essen-Altenessen 11 (1933), Nr. 12.
- Das barocke Chorgestühl in Schlesien. Eine Darstellung der Chorgestühle und ein Beitrag zur Geschichte von Kunst und Kunsthandwerk im Barock, Diss. Phil. Friedrich-Wilhelms-Universität zu Breslau 1929, mit einem musikgeschichtlichen Beitrag von Johannes Aengenvoort (Bau- und Kunstdenkmäler des Deutschen Ostens, hrsg. im Auftrag des Johann Gottfried Herder-Forschungsrates Marburg, Reihe C, Schlesien, Bd. 6), Frankfurt(Main) 1977.
- Der Passionsweg des Lammes. Meditation zu dem zeichenhaften Kreuzweg an der Pax-Christi-Opferstätte in Essen-Billebrinkhöhe, München 1974.
- Der siebenarmige Leuchter der Pax-Christi-Kirche in Essen-Billebrinkhöhe, in: Das Münster am Hellweg 23 (1970), S. 112–114.
- Die Pax-Christi-Kirche in Essen-Billebrinkhöhe. Eine Gedächtnis- und Friedens-Kirche. Eine Kirche der Bild-Verkündigung, Essen 1968.
- Ehe unter dem Kreuz. Ökumenisches Wort für konfessionsverschiedene Braut- und Ehepaare von Karl Johannes Heyer und Gerd Henseleit. Hrsg. Vom Ökumenisches Institut der Abtei Niederaltaich, mit einem Geleitwort von Ansgar Albrecht, o. O. 1967.
- Ikone Heiliges Land. Skizzen in Israel. In Gemeinschaft mit dem Notre-Dame-de-Jerusalem Center, Graz/Wien/Köln um 1980.
- Meditationen, Strandgut. Zu Werken Wilhelm Pfeils nach der Ausstellung 1978. Versuch einer Antwort von Herbert Kappes, Korschenbroich 1978, S. 7–16.
- Nachricht vom Tod. In Memoriam Theodor Daniel Merten, Essen 1977/78.
- Ökumenische Ansprache an konfessionsverschiedene Brautleute in katholischer Verantwortung (Johannes 17,13-26), in: Una Sancta 1966, S. 313–318.
- Rodenkirchener Impressionen, mit einem Vorwort von Elmar Hillebrand, Köln 1987.
- Ruf der Tür von St. Maria im Kapitol zu Köln um 1065. Versuch der Erfassung von Form und Spiritualität, Köln 1987.
- St. Mariä-Geburt – Mein Philippi, in: St. Mariä-Geburt 75 Jahre jung geblieben, hrsg. vom Pfarrgemeinderat St. Mariä-Geburt, Essen 1977.
- Tod und Auferstehung als Menschheits- und Gottesgeschichte. Eine Bildvergewärtigung im Hauptaltar der Pfarrkirche St. Maternus, Köln 1983.
- „Und sah den Jünger, den Jesus liebte…“, Text zur Christus-Johannes-Gruppe von Sigmaringen, Anfang 14. Jahrhundert, Essen 1949.